# Pseudozonaria
Pseudozonaria là một chi ốc biển, là động vật thân mềm chân bụng sống ở biển trong họ Cypraeidae, họ ốc sứ

## Các loài
Các loài thuộc chi Pseudozonaria bao gồm:
- Pseudozonaria arabicula (Lamarck, 1811)
- Pseudozonaria pyrum (Gmelin, 1791)